# Bohaterska wyprawa dzielnego księcia Ivandoe
Bohaterska wyprawa dzielnego księcia Ivandoe (ang. The Heroic Quest of the Valiant Prince Ivandoe, od 2017) – duńsko-brytyjski serial animowany stworzony przez Evę Lee Wallberg i Christiana Bøvinga-Andersena (animatorów Niesamowitego świata Gumballa) oraz wyprodukowany przez wytwórnie Sun Creature, Public Service Puljen i Cartoon Network Studios Europe. Serial jest parodią brytyjskiej powieści Ivanhoe z 1820 roku autorstwa szkockiego powieściopisarza Waltera Scotta.
Premiera serialu odbyła się w 20 listopada 2017 na duńskim Cartoon Network. W Polsce premiera serialu odbyła się 29 stycznia 2018 na antenie polskiego Cartoon Network.

## Fabuła
Serial opisuje perypetie jelonka Ivandoe – walecznego księcia leśnego królestwa, który jest najbardziej odważnym, walecznym i przystojnym ze wszystkich książąt na świecie. Główny bohater ma za zadanie odnaleźć magiczne złote pióro i wyrusza w niebezpieczną podróż do Orlej Góry razem ze swoim wiernym giermkiem Bertem.

## Spis odcinków

### Seria 1 (od 2017)
| Nr | Tytuł                              | Tytuł polski            | Premiera          | Premiera w Polsce |
| -- | ---------------------------------- | ----------------------- | ----------------- | ----------------- |
| 1  | The Prince and the Sassy Gnomes    | Książę i most           | 20 listopada 2017 | 29 stycznia 2018  |
| 2  | The Prince and the Hissy Swan      | Książę i łabędź         | 20 listopada 2017 | 30 stycznia 2018  |
| 3  | The Prince and the Kissy Frog      | Książę i człowiek żaba  | 21 listopada 2017 | 31 stycznia 2018  |
| 4  | The Prince and the Theifstress     | Książę i rabunek        | 21 listopada 2017 | 1 lutego 2018     |
| 5  | The Prince and the Pretty Poodle   | Książę i pudel          | 22 listopada 2017 | 2 lutego 2018     |
| 6  | The Prince and the Raspberry Fairy | Książę i trollica       | 22 listopada 2017 | 5 lutego 2018     |
| 7  | The Prince and the Plucky Duck     | Książę i mężny kaczor   | 23 listopada 2017 | 6 lutego 2018     |
| 8  | The Prince and the Talking Tree    | Książę i mówiące drzewo | 23 listopada 2017 | 7 lutego 2018     |
| 9  | The Prince and the Moany Mountain  | Książę i góra           | 24 listopada 2017 | 9 lutego 2018     |
| 10 | The Prince and the Prom-Date       | Książę i bal            | 24 listopada 2017 | 8 lutego 2018     |